# Xenidea
Xenidea là một chi bọ cánh cứng trong họ Chrysomelidae.
Chi này được miêu tả khoa học năm 1862 bởi Baly.

## Các loài
Chi này gồm các loài:
- Xenidea konstantinovi Medvedev, 1996